# Margaritifera auricularia
Margaritifera auricularia је шкољка из реда Unionoida и фамилије Margaritiferidae.

## Угроженост
Ова врста је крајње угрожена и у великој опасности од изумирања.

## Распрострањење
Врста има станиште у Белгији, Италији, Луксембургу, Немачкој, Португалу, Уједињеном Краљевству, Француској, Холандији, Чешкој и Шпанији.

## Станиште
Станиште врсте су слатководна подручја.